# ترحيل الهنود من الكويت 1990

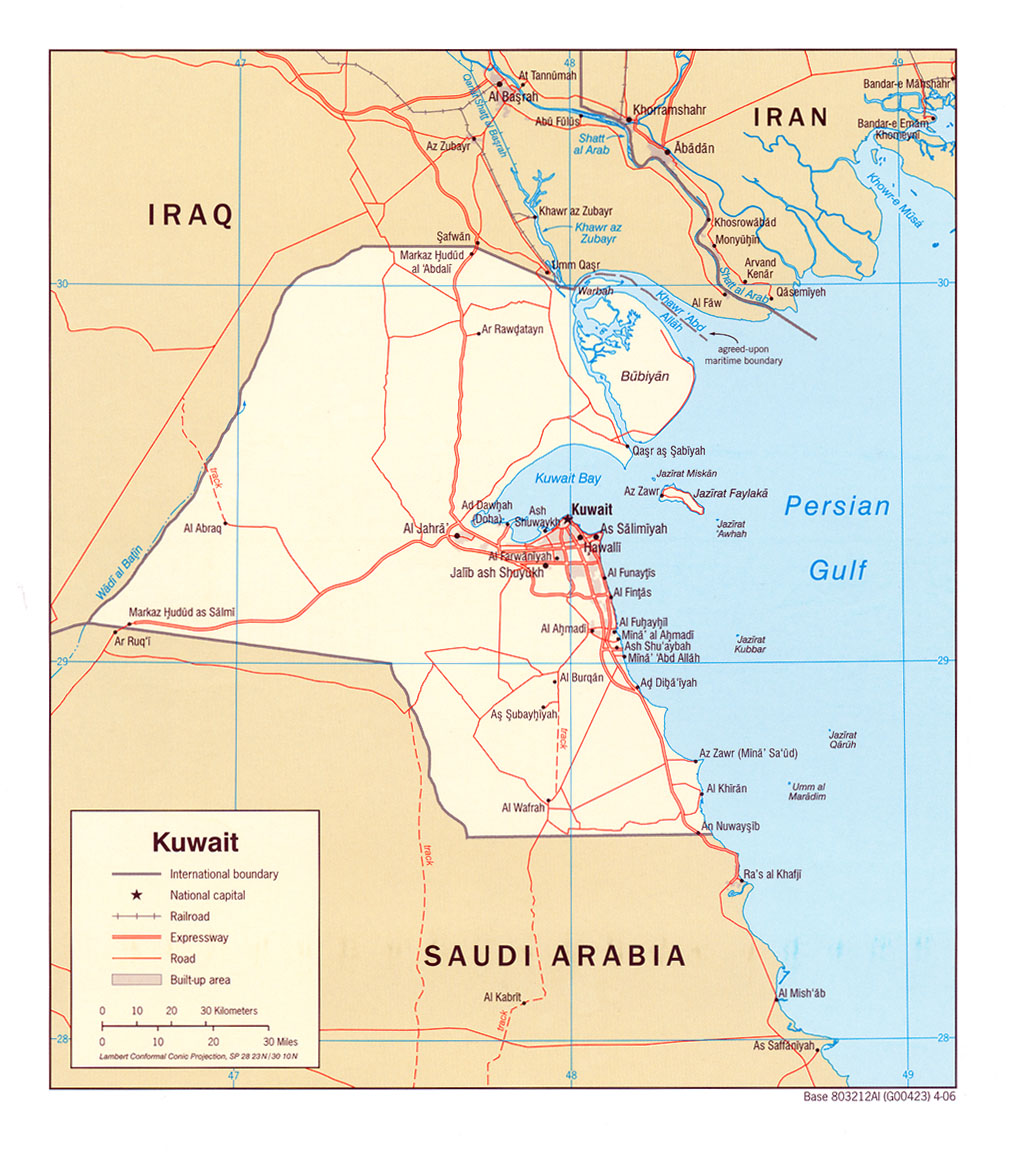

ترحيل الهنود من الكويت 1990 هو تنفيذ جسر جوي لترحيل الهنود المغتربين من الكويت في عام 1990 انطلاقاً من 13 أغسطس 1990 إلى 20 أكتوبر 1990 بعد غزو الكويت. ساعد طيران الهند في إجلاء 175 ألف شخص في طائرات مدنية بينما تم ترحيل 500 شخص من خلال السفينة. الهنود الموجودون في الكويت ساهموا أيضا في جهود الاخلاء.

## الخلفية
بدأ غزو الكويت في 2 أغسطس 1990 وفي خلال يومين من القتال فإن معظم القوات المسلحة الكويتية إما تم تجاوزهم من قبل الحرس الجمهوري العراقي أو تراجعوا إلى المملكة العربية السعودية والبحرين. ضمت إمارة الكويت وأعلن صدام حسين بعد بضعة أيام أنها المحافظة 19 في العراق. تقطعت السبل بأكثر من 171 ألف هندي على الأراضي الكويتية.

## الرد
بذلت جهود أولية من قبل الحكومة الهندية لإجلاء الرعايا عن طريق الطائرات الحربية. لكن نظراً للصعوبات الجوية فقد تم التحول إلى الطائرات المدنية. طلبت الهند في البداية إذن لإجلاء مواطنيها عن طريق طيران الهند ولكن لم تتم الموافقة على الطلب من قبل الأمم المتحدة والحكومة الكويتية في المنفى. كان مطلوباً من الهند استخدام طائرات تحمل شعار الأمم المتحدة. ظهرت مضاعفات بسبب وجود عدد أكبر بكثير من المواطنين يتطلب إخلائهم وعدم وجود وثائق السفر وضعف الاتصالات. تم الانتهاء من الجسر الجوي قبل بدء عملية عاصفة الصحراء. تم اجلاء نحو 111711 نسمة جوا من العاصمة الأردنية عمان إلى مومباي وبلغت المسافة 4117 كيلومتر (2558 ميل) عن طريق طيران الهند وعملت 488 رحلة طيران بالتعاون مع الخطوط الجوية الهندية من 18 أغسطس 1990 إلى 20 أكتوبر 1990 واستغرت عملية الإخلاء 63 يوما.

## الثقافة الشعبية
هذه الأحداث كانت محور قصة الفيلم الجسر الجوي في عام 2016 وهو من بطولة أكشاي كومار الذي لعب شخصية هارباجان سينغ فيدي المستوحاة من أعمال الكاتب ماثوني ماثيوز والعديد من الأشخاص الآخرين في ذلك الوقت. تم تغيير بعض الحقائق التاريخية في الفيلم. ذكرت الصحيفة اليومية الرائدة تايمز أوف إينديا أن رجل الأعمال المالايالي هارباجان سينغ فيدي الذي يمارس الأعمال التجارية في الكويت يلعب دوراً ممتازاً في تنسيق عملية الإخلاء بلقاء السفير الهندي في بغداد والإشراف على نقل الآلاف من الهنود إلى عمّان عن طريق بغداد بالحافلة بعد عدم الاتفاق مع شركات النقل العراقية والسلطات الهندية والأمم المتحدة.